# 巴尔 (杜省)
巴尔（法語：Bart，法語發音：[baʁ]）是法国杜省的一个市镇，位于该省东北部，属于蒙贝利亚尔区。

## 地理
巴尔（47°29'32"N, 6°46'17"E）面积3.84 平方千米，位于法国勃艮第-弗朗什-孔泰大區杜省，该省份为法国东部内陆省份，北起上索恩省，西接汝拉省，东部及东南部与瑞士接壤，东北部与贝尔福地区省接壤。
与巴尔接壤的市镇（或旧市镇、城区）包括：普雷桑特维莱、圣苏珊、武若库尔。

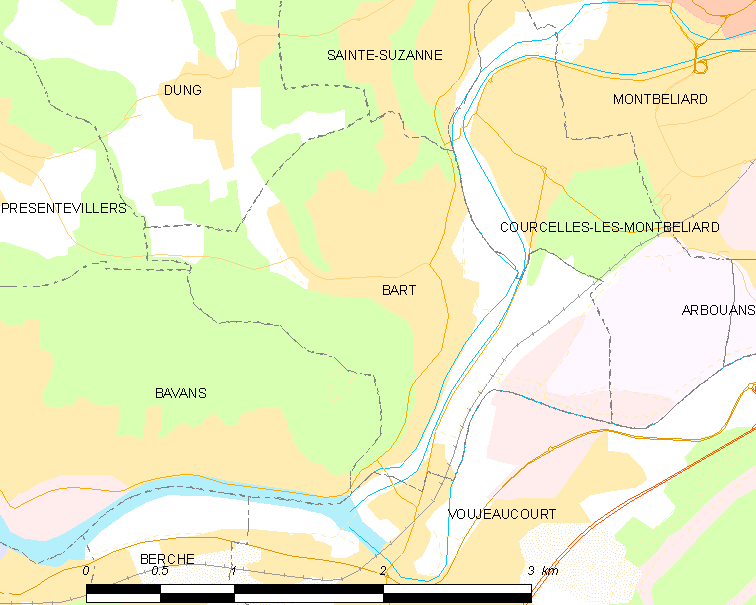
的OSM定位图

巴尔的时区为UTC+01:00、UTC+02:00（夏令时）。

## 行政
巴尔的邮政编码为25420，INSEE市镇编码为25043。

## 政治
巴尔所属的省级选区为蒙贝利亚尔县。

## 人口

1962-2008年间人口变化图示

巴尔于2022年1月1日时的人口数量为2015人。